# تلانس
تلانس (بالفرنسية: Talence )‏ هي بلدية في فرنسا، تقع في جيروند، هي عاصمة Canton of Talence ‏، بلغ عدد سكانها 41,517 نسمة وذلك حسب إحصائيات سنة 2013، تبلغ مساحتها 8.35 كيلومتر مربع، رمزها البريدي هو 33400.

## الموقع
تشترك في الحدود مع:
- بوردو
- بيجل (بلدية فرنسية)
- بيساك
- غرادينيان
- فيلناف دورنون.

## مدن توأم
المدن التوأم:
- ألكالا دي إيناريس (منذ 1985)[9]
- تشافيس (منذ 2004)
- تريكالا (منذ 1998).[10]

## أعلام
- روماين بريغيري
- جان لويس ديسفينيز
- جان ماري ميشيل
- جوزيه بوفيه
- فلوريان مارانغ
- هنري ديشان
- جاك كاميلي باريس